# زاخاری باخاروف
زاخاری باخاروف (بلغاری: Захари Бахаров؛ زادهٔ ۱۲ اوت ۱۹۸۰) بازیگر اهل بلغارستان است.
از فیلم‌ها یا برنامه‌های تلویزیونی که وی در آن نقش داشته‌است می‌توان به راه بازگشت، اجرای فرماندهی، سرباز جهانی: احیا، قطار، دشمنان نزدیک، ال گرینگو، هاردهوم، مردان آثار ماندگار، جنگ، شرکت، هویت دوگانه و نابغه اشاره کرد.